# Menetés
Pour le personnage mythologique, voir Ménétès.
Menetés, en grec moderne : Μενετές, est un village de l'île de Kárpathos, en Égée-Méridionale, Grèce.
Selon le recensement de 2011, la population du village s'élève à 416 habitants.